# 千葉県警察
千葉県警察（ちばけんけいさつ、Chiba Prefectural Police Department）は、千葉県公安委員会の管理の下
、千葉県が設置した警察組織。千葉県警と略称し、給与支払者は千葉県知事である。

## 沿革
- 1954年（昭和29年）7月1日 - 警察法施行に伴い、国家地方警察千葉県本部と、千葉市警察などの自治体警察が統合し千葉県警察発足。

- 2006年（平成18年）4月1日 - 生活安全部に風俗保安課、交通部に交通捜査課、交通部交通指導課に駐車対策センターを新設
- 2009年（平成21年）6月1日 - 本庁舎が、従来の中央区市場町1番（県庁隣接地）から、道路向かいの中央区長洲1丁目（旧千葉市役所→旧千葉県庁南庁舎跡地）に移転

## 本部庁舎
県庁に近接する千葉市中央区長洲1丁目9番1号に位置する。旧本部庁舎老朽化に伴い、2009年（平成21年）6月1日に、隣接する旧千葉県庁南庁舎跡地に新築された庁舎に移転した。庁舎新築にあたっては、PFI方式が採用された。110番通報を受理する通信司令室や交通管制センターは、千葉みなと駅近くの本部分庁舎に入庁していたが、新本部庁舎落成に伴い、移転した。なお、千葉県警察出先機関、県内の各警察署庁舎は、狭隘及び老朽化が著しく、優先順の高い物から順次、整備建て替えが行われている。
本部庁舎概要（2009年6月1日移転）
- 計画所在地：千葉市中央区長洲1丁目9番1号
- 敷地面積：8,978m2
- 延床面積：43,530m2
- 規模：地下2階、地上11階、塔屋1階
- 構造：地下部：鉄筋コンクリート造　地上部：鉄骨造（柱CFT）
- 高さ：59.25m
- 駐車台数：176台

旧本部庁舎旧館概要
- 所在地：千葉市中央区市場町1番2号
- 竣工年：1965年4月28日[4]
- 延床面積：6,338m2
- 規模：地下1階、地上6階
- 構造：地下部：鉄筋コンクリート造 地上部：鉄骨鉄筋コンクリート造

旧本部庁舎新館概要
- 所在地：千葉市中央区市場町1番2号
- 竣工年：1981年
- 延床面積：8,539m2
- 規模：地下1階、地上10階
- 構造：地下部：鉄筋コンクリート造 地上部：鉄骨鉄筋コンクリート造

本部分庁舎概要
- 所在地：千葉市中央区中央港1丁目71-1
- 竣工年：1990年
- 延床面積：7,690m2
- 規模：地上5階
- 構造：鉄骨鉄筋コンクリート造

都庁舎概要
- 所在地：千葉市中央区都町1丁目1-20
- 竣工年：1970年
- 延床面積：844m2
- 規模：地上4階
- 構造：鉄筋コンクリート造

坂月庁舎概要
- 所在地：千葉市若葉区坂月町308番地
- 竣工年：1982年
- 延床面積：362m2
- 規模：地上2階
- 構造：鉄骨造

旧・運転免許試験場。
南町庁舎概要
- 所在地：千葉市中央区南町1丁目12-13
- 竣工年：1963年
- 延床面積：1,149m2
- 規模：地上3階
- 構造：鉄筋コンクリート造

旧・千葉南警察署
習志野庁舎概要
- 所在地：習志野市泉町2丁目1番45号
- 竣工年：1985年
- 延床面積：644m2
- 規模：地上3階
- 構造：鉄筋コンクリート造

旧・習志野警察署

## 本部組織
大規模警察本部であり、2024年9月現在本部長は警視監。
総務部
- 総務課
  - 公安委員会補佐室
  - 取調べ監督室
- 情報管理課
- 広報県民課
  - 音楽隊
- 会計課
  - 施設管理室
  - 監査室
- 装備課
  - 機動装備センター
- 留置管理課

警務部
- 警務課
  - 犯罪被害者支援室
- 厚生課
- 教養課
  - 術科指導室
- 監察官室

生活安全部
- 生活安全総務課
  - 犯罪抑止推進室
- 人身安全対策課
- 風俗保安課
- 少年課
  - 少年センター
- 生活経済課
- サイバー犯罪対策課
- 生活安全捜査隊

地域部
- 地域課
  - 地域指導室
  - 航空隊（成田市）
- 通信指令課
- 自動車警ら隊
  - 本隊：第一自動車警ら班（千葉市）
  - 南方面隊：第二自動車警ら班（浦安市）
  - 東方面隊：第三自動車警ら班（松戸市）
  - 成田方面隊：第四自動車警ら班（成田市）
  - 船橋方面隊：第五自動車警ら班（習志野市）
  - 木更津方面隊：第六自動車警ら班（木更津市）
- 鉄道警察隊[6]
  - 本隊（千葉市）
  - 松戸分駐隊（松戸市）
  - 船橋分駐隊（船橋市）
  - 津田沼分遣所（習志野市）
  - 成田分遣所（成田市）
- 水上警察隊（千葉市）

刑事部
- 刑事総務課
  - 犯罪捜査支援室
  - 捜査実務研修所
- 捜査第一課
- 捜査第二課
- 捜査第三課
- 鑑識課
- 機動鑑識班 
  - 千葉方面機動鑑識班 (千葉市)
  - 船橋方面機動鑑識班 (習志野市)
  - 東葛方面機動鑑識班 (流山市)
  - 君津方面機動鑑識班 (君津市)
  - 成田方面機動鑑識班 (成田市)
  - 東金方面機動鑑識班 (東金市)
- 科学捜査研究所
- 機動捜査隊
  - 本隊（千葉市）
  - 千葉方面機動捜査班（千葉市）
    - 管轄区域:千葉中央署、千葉東署、千葉西署、千葉南署、千葉北署、四街道署、市原署の管内[7]

  - 君津方面機動捜査班（君津市）
    - 管轄区域:木更津署、君津署、富津署、館山署、鴨川署の管内[7]

  - 成田方面機動捜査班（成田市）
    - 管轄区域:佐倉署、成田署、成田国際空港署、香取署、銚子署、旭署、匝瑳署の管内[7]

  - 東金方面機動捜査班（東金市）
    - 管轄区域:山武署、東金署、茂原署、いすみ署、勝浦署の管内[7]

  - 松戸方面機動捜査班（松戸市）
    - 管轄区域:松戸署、松戸東署の管内[7]

  - 東葛方面機動捜査班（流山市）
    - 管轄区域:野田署、柏署、流山署、我孫子署、印西署の管内[7]

  - 船橋方面機動捜査班（習志野市）
    - 管轄区域:習志野署、八千代署、船橋署、船橋東署鎌ヶ谷署の管内[7]

  - 南方面機動捜査班（浦安市）
    - 管轄区域:市川署、行徳署、浦安署の管内[7]

組織犯罪対策本部
組織犯罪対策本部長は刑事部参事官が兼任する。
- 組織犯罪対策課
- 薬物銃器対策課
  - 薬物密輸対策センター
- 捜査第四課
  - 暴力団対策室
- 国際捜査課
  - 国際捜査情報センター
  - 通訳センター

交通部
- 交通総務課
- 交通指導課
  - 駐車対策センター
  - 交通反則通告センター
- 交通捜査課
- 交通規制課
  - 交通管制センター
- 交通機動隊
  - 特別交通機動班 本隊（千葉市）
  - 第一交通機動班 本部班（千葉市）
  - 第二交通機動班 習志野分班（習志野市）
  - 第三交通機動班 柏分駐（柏市）
  - 第四交通機動班 成田分駐（成田市）
  - 第五交通機動班 君津分駐（君津市）
- 高速道路交通警察隊
  - 本隊（千葉市）
  - 市川分駐隊（市川市）東京外環自動車道三郷南IC～高谷JCT開通に伴い、船橋分駐隊を移転
  - 成田分駐隊（成田市）
  - 市原分駐隊（市原市）
  - 木更津分駐隊（木更津市）
  - 木更津分駐隊 保田分隊（安房郡鋸南町）
  - 茂原分駐隊（茂原市）圏央道東金～木更津区間開通に伴い、千葉東分駐隊を移転し設置された
- 運転免許本部
  - 免許課
  - 執行課
  - 千葉運転免許センター（千葉市）
  - 流山運転免許センター（流山市）

警備部
- 公安第一課
- 公安第二課（警衛・警護）
- 公安第三課
- 警備課
  - 災害対策室
- 外事課
  - 国際テロ対策室
- 第一機動隊（千葉市）
- 第二機動隊（千葉市）
- 第三機動隊（柏市）
- 成田国際空港警備隊（成田市）

## 千葉市警察部
千葉市警察部は、政令市と県警の連絡・調整を行う。
- 総務課
- 企画調整課

## 警察学校
千葉県警察学校（東金市）

## 連携・人員
管内には成田国際空港、警察庁関連施設、観光地などが所在し、東京と隣接している首都圏警察であることから、警視庁との合同捜査も頻繁に行われる。
過去には成田空港を抱える特殊事情（成田空港問題）から、新規採用されて警察学校を卒業した警察官は全員が機動隊（新東京国際空港警備隊）にまず配属されていた時期があった。
- 警察職員12,076人、うち警察官は10,850人（2023年1月1日現在）[8]

## 警察署
警察署数は39
。署長は大規模警察署（千葉中央・船橋・市川・柏・松戸）が国家公務員である警視正、それ以外が地方公務員である警視。※警察車両のナンバー地名表記は、千葉・銚子周辺地区が「千葉」、成田周辺地区が「成田」、市川周辺地区が「市川」、船橋周辺地区が「船橋」、習志野周辺地区が「習志野」、館山・木更津・茂原・袖ヶ浦周辺地区が「袖ヶ浦」、市原周辺地区が「市原」、松戸周辺地区が「松戸」、野田周辺地区が「野田」、柏周辺地区が「柏」である。
第1方面（方面代表署：千葉中央警察署）
| ※    | 地域 | 警察署名称     | 所在地                          | 管轄区域                               |
| ---- | ---- | -------------- | ------------------------------- | -------------------------------------- |
| 千葉 | 千葉 | 千葉中央警察署 | 千葉市中央区中央港 1丁目13-1    | 千葉市中央区                           |
| 千葉 | 千葉 | 千葉東警察署   | 千葉市若葉区小倉町 859-2        | 千葉市若葉区                           |
| 千葉 | 千葉 | 千葉西警察署   | 千葉市美浜区真砂 2丁目1-1       | 千葉市美浜区、稲毛区・花見川区の各一部 |
| 千葉 | 千葉 | 千葉南警察署   | 千葉市緑区おゆみ野中央 8丁目1-2 | 千葉市緑区                             |
| 千葉 | 千葉 | 千葉北警察署   | 千葉市稲毛区長沼原町 199-1      | 千葉市稲毛区・花見川区の各一部         |

第2方面（方面代表署：船橋警察署）
| ※      | 地域 | 警察署名称   | 所在地                   | 管轄区域                   |
| ------ | ---- | ------------ | ------------------------ | -------------------------- |
| 船橋   | 葛南 | 船橋警察署   | 船橋市市場 4丁目18-1     | 船橋市中央部、南部及び西部 |
| 船橋   | 葛南 | 船橋東警察署 | 船橋市習志野台 7丁目9-20 | 船橋市東部、北部           |
| 習志野 | 葛南 | 習志野警察署 | 習志野市鷺沼台 2丁目4-1  | 習志野市                   |
| 習志野 | 葛南 | 八千代警察署 | 八千代市萱田町 681-39    | 八千代市                   |
| 市川   | 葛南 | 市川警察署   | 市川市鬼高 4丁目4-1      | 行徳地域を除く市川市       |
| 市川   | 葛南 | 行徳警察署   | 市川市塩浜 3丁目10-18    | 市川市行徳地域             |
| 習志野 | 葛南 | 浦安警察署   | 浦安市美浜 5丁目13-2     | 浦安市                     |

第3方面（方面代表署：柏警察署）
| ※      | 地域   | 警察署名称   | 所在地                          | 管轄区域       |
| ------ | ------ | ------------ | ------------------------------- | -------------- |
| 柏     | 東葛飾 | 柏警察署     | 柏市松ヶ崎722-1                 | 柏市           |
| 柏     | 東葛飾 | 我孫子警察署 | 我孫子市柴崎904-1               | 我孫子市       |
| 松戸   | 東葛飾 | 松戸警察署   | 松戸市松戸588-2                 | 松戸市南西地域 |
| 松戸   | 東葛飾 | 松戸東警察署 | 松戸市八ヶ崎 4丁目51-9          | 松戸市北東地域 |
| 野田   | 東葛飾 | 野田警察署   | 野田市宮崎147-4                 | 野田市         |
| 野田   | 東葛飾 | 流山警察署   | 流山市おおたかの森西 3丁目744-4 | 流山市         |
| 習志野 | 東葛飾 | 鎌ケ谷警察署 | 鎌ケ谷市新鎌ケ谷 4丁目8-35      | 鎌ケ谷市       |

第4方面（方面代表署：佐倉警察署）
| ※      | 地域 | 警察署名称         | 所在地              | 管轄区域                           |
| ------ | ---- | ------------------ | ------------------- | ---------------------------------- |
| 千葉   | 印旛 | 佐倉警察署         | 佐倉市表町3丁目17-1 | 佐倉市、八街市、印旛郡酒々井町     |
| 千葉   | 印旛 | 四街道警察署       | 四街道市和良比635-5 | 四街道市                           |
| 習志野 | 印旛 | 印西警察署         | 印西市大森2514-13   | 印西市、白井市、印旛郡栄町の西半分 |
| 習志野 | 印旛 | 成田警察署         | 成田市加良部3丁目5  | 印旛郡栄町の東半分                 |
| 成田   | 印旛 | 成田警察署         | 成田市加良部3丁目5  | 成田市、富里市                     |
| 成田   | 印旛 | 成田国際空港警察署 | 成田市古込字込前133 | 成田国際空港供用区域               |
| 成田   | 香取 | 香取警察署         | 香取市北2丁目1-1    | 香取郡神崎町・多古町               |
| 千葉   | 香取 | 香取警察署         | 香取市北2丁目1-1    | 香取市、香取郡東庄町               |

第5方面（方面代表署：銚子警察署）
| ※    | 地域 | 警察署名称 | 所在地                 | 管轄区域                       |
| ---- | ---- | ---------- | ---------------------- | ------------------------------ |
| 千葉 | 海匝 | 銚子警察署 | 銚子市春日町 1922-2    | 銚子市                         |
| 千葉 | 海匝 | 旭警察署   | 旭市ニ1-1              | 旭市                           |
| 千葉 | 海匝 | 匝瑳警察署 | 匝瑳市八日市場イ 599-1 | 匝瑳市                         |
| 成田 | 山武 | 山武警察署 | 山武市富田ト 1177-3    | 山武市、山武郡芝山町・横芝光町 |

第6方面（方面代表署：市原警察署）
| ※      | 地域 | 警察署名称   | 所在地                   | 管轄区域                                                     |
| ------ | ---- | ------------ | ------------------------ | ------------------------------------------------------------ |
| 市原   | 市原 | 市原警察署   | 市原市八幡海岸通 1965-17 | 市原市                                                       |
| 袖ヶ浦 | 長生 | 茂原警察署   | 茂原市早野新田7          | 茂原市、長生郡白子町・長南町・長柄町・睦沢町・一宮町・長生村 |
| 袖ヶ浦 | 夷隅 | いすみ警察署 | いすみ市大原 8312-4      | いすみ市、夷隅郡御宿町                                       |
| 袖ヶ浦 | 夷隅 | 勝浦警察署   | 勝浦市沢倉515-6          | 勝浦市、夷隅郡大多喜町                                       |
| 千葉   | 山武 | 東金警察署   | 東金市北之幸谷 10-12     | 東金市、大網白里市、山武郡九十九里町                         |

第7方面（方面代表署：木更津警察署）
| ※      | 地域 | 警察署名称   | 所在地                | 管轄区域                       |
| ------ | ---- | ------------ | --------------------- | ------------------------------ |
| 袖ヶ浦 | 君津 | 木更津警察署 | 木更津市潮見 1丁目1-5 | 木更津市、袖ケ浦市             |
| 袖ヶ浦 | 君津 | 君津警察署   | 君津市久保 4丁目1-1   | 君津市                         |
| 袖ヶ浦 | 君津 | 富津警察署   | 富津市海良 121-1      | 富津市                         |
| 袖ヶ浦 | 安房 | 館山警察署   | 館山市北条 1090-2     | 館山市、南房総市、安房郡鋸南町 |
| 袖ヶ浦 | 安房 | 鴨川警察署   | 鴨川市横渚1465        | 鴨川市                         |

### 警察署の再編
- 2005年（平成17年）12月5日：大原警察署が「いすみ警察署」に改称。旧・夷隅郡夷隅町の管轄が勝浦警察署からいすみ警察署に変更。
- 2006年（平成18年）
  - 1月23日：八日市場警察署が「匝瑳警察署」に改称。
  - 3月20日：千倉警察署が館山警察署千倉幹部交番に改編。
  - 3月27日：成東警察署が「山武警察署」に、佐原警察署が「香取警察署」にそれぞれ改称。小見川警察署が香取警察署小見川幹部交番に改編。成田市に編入された旧・香取郡大栄町、香取郡下総町の管轄を佐原警察署から成田警察署に変更。

## 交番・駐在所
交番243か所、駐在所245か所。計488か所（2023年1月1日現在）

## 歴代警察本部長
| 氏名       | 在任期間                                             | 前職 | 後職                                                                                   |
| ---------- | ---------------------------------------------------- | --- | -------------------------------------------------------------------------------------- |
| 三島健二郎 | 1983年（昭和58年）8月22日 -1985年（昭和60年）8月6日  | 警察庁警備局審議官 | 警察庁警備局長                                                                         |
| 菊岡平八郎 | 1985年（昭和60年）8月6日 -1987年（昭和62年）6月16日  | 警察庁通信局通信総務課長 | 神奈川県警察本部長                                                                     |
| 安藤忠夫   | 1987年（昭和62年）6月16日 -1989年（平成元年）6月30日 | 警視庁総務部長 | 警視庁副総監                                                                           |
| 井上幸彦   | 1989年（平成元年）6月30日 -1991年（平成3年）1月11日  | 警視庁警備部長 | 警察庁長官官房長                                                                       |
| 菅沼清高   | 1991年（平成3年）1月11日 -1992年（平成4年）9月18日   | 警視庁警備部長 | 警察庁警備局長                                                                         |
| 伊達興治   | 1992年（平成4年）9月18日 -1994年（平成6年）7月27日   | 警視庁警備部長 | 北海道警察本部長                                                                       |
| 遠藤豊孝   | 1994年（平成6年）7月27日 -1997年（平成9年）8月25日   | 警察庁長官官房審議官（交通局担当）                                                                                                 | 北海道警察本部長                                                                       |
| 古賀光彦   | 1997年（平成9年）8月25日 -1999年（平成11年）1月8日   | 警察庁長官官房審議官（交通局担当）                                                                                                 | 愛知県警察本部長                                                                       |
| 上田正文   | 1999年（平成11年）1月8日 -2000年（平成12年）1月11日  | 警察庁長官官房首席監察官 | 警察庁長官官房審議官（生活安全局担当）                                                 |
| 伊藤哲朗   | 2000年（平成12年）1月11日 -2002年（平成14年）8月2日  | 警視庁警備部長 | 皇宮警察本部長                                                                         |
| 三谷秀史   | 2002年（平成14年）8月2日 -2004年（平成16年）1月27日  | 警察大学校特別捜査幹部研修所長 | 警察庁長官官房国際部長                                                                 |
| 山浦耕志   | 2004年（平成16年）1月27日 -2005年（平成17年）8月16日 | 大阪府警察本部警務部長 | 警察庁長官官房付                                                                       |
| 佐藤正夫   | 2005年（平成17年）8月16日- 2007年（平成19年）1月19日 | 警察庁長官官房付 | 関東管区警察局長                                                                       |
| 東川一     | 2007年（平成19年）1月19日 -2008年（平成20年）7月31日 | 警視庁総務部長 | 警察庁交通局長                                                                         |
| 五十嵐邦雄 | 2008年（平成20年）7月31日 -2011年（平成23年）8月11日 | 警察庁長官官房審議官（警備局担当）                                                                                                 | 皇宮警察本部長                                                                         |
| 鎌田聡     | 2011年（平成23年）8月11日 -2012年（平成24年）8月7日  | 警察庁長官官房審議官（警備局担当）                                                                                                 | 警察庁長官官房付→原子力安全基盤機構特任参事                                            |
| 大山憲司   | 2012年（平成24年）8月7日 -2014年（平成26年）9月10日  | 皇宮警察本部副本部長 | 警察庁長官官房付→辞職                                                                  |
| 黒木慶英   | 2014年（平成26年）9月10日 -2016年（平成28年）1月14日 | 原子力規制庁放射線防護対策部長・内閣官房副長官補付内閣審議官 ＝原子力防災会議事務局・内閣府原子力災害対策担当室長→警察庁長官官房付 | 関東管区警察局長                                                                       |
| 森田幸典   | 2016年（平成28年）1月14日 -2017年（平成29年）8月4日  | 警視庁警務部長 | 近畿管区警察局長                                                                       |
| 永井達也   | 2017年（平成29年）8月4日 -2018年（平成30年）7月31日  | 内閣官房副長官補付内閣審議官＝危機管理審議官 兼内閣サイバーセキュリティセンター副センター長→警察庁長官官房付                       | 警察大学校長                                                                           |
| 早川治     | 2018年（平成30年）7月31日 -2020年（令和2年）8月1日   | 国土交通省大臣官房審議官（自動車局担当）→警察庁長官官房付                                                                          | 関東管区警察局長                                                                       |
| 楠芳伸     | 2020年（令和2年）8月1日 -2021年（令和3年）9月13日    | 警察庁長官官房総括審議官 | 警察庁長官官房付→警察庁交通局長                                                        |
| 田中俊恵   | 2021年（令和3年）9月13日 - 2023年 (令和5年) 8月28日  | 内閣官房内閣審議官→警察庁長官官房付                                                                                                | 警視庁副総監                                                                           |
| 宮沢忠孝   | 2023年 (令和5年) 8月28日 - 2025年（令和7年）4月18日  | 警察庁警備局外事情報部長 | 警察庁長官官房付→内閣官房内閣審議官（内閣情報調査室）=国際テロ情報集約室情報収集統括官 |
| 青山彩子   | 2025年（令和7年）4月18日 -                           | 警察大学校特別捜査幹部研修所長 |                                                                                        |

## 装備
特記がない限り、2009年4月1日現在

### パトカー
- 241台

### 白バイ
- 117台

### ヘリコプター
- 3機  成田国際空港に配備。香取警察署の改称後、香取署パトカーとの混同を防ぐため「航空」を付けて呼称することとなった。
  - 航空かとり1号 - JA91CP（AW139）
  - 航空かとり2号 - JA6815（BK117 C-1）
  - 航空かとり3号 - JA93CP（EC145/BK117 C-2）
- かつて導入されていた機体 
  - かとり1号 - JA9680（AS332L1）
  - かとり3号 - JA9129（ベル 206B JetRanger）
  - 航空かとり3号 - JA6170（ベル 206L-4）

### 警備艇
- 4艇
- ぼうそう[9] 千1
  - 配属年月日 平成14年2月1日
  - 全長 - 23.98m
  - 総トン数 - 41.00トン
  - 最大搭載人員 24名
  - 速力 - 36ノット（67km/h）
- いぬぼう[9] 千2
  - 配属年月日 平成6年2月22日
  - 全長 - 15.76m
  - 総トン数 - 17.00トン
  - 最大搭載人員 28名
  - 速力 - 22.9ノット（42km/h）
- はつたか[9] 千3
  - 配属年月日 平成25年2月1日
  - 全長 9.90m
  - 総トン数 - 4.80トン
  - 最大搭載人員 8名
  - 速力 - 35ノット（65km/h）
- まき[9] 千4
  - 配属年月日 平成26年2月1日
  - 全長 - 9.90m
  - 総トン数 4.80トン
  - 最大搭載人員 8名
  - 速力 35ノット（65km/h）

### 警察犬
いずれも令和6年1月1日現在
- 直轄警察犬 7頭[10]
- 嘱託警察犬 32頭[10]

### 移動交番車運用署
- ワゴンタイプ39台（2013年現在）

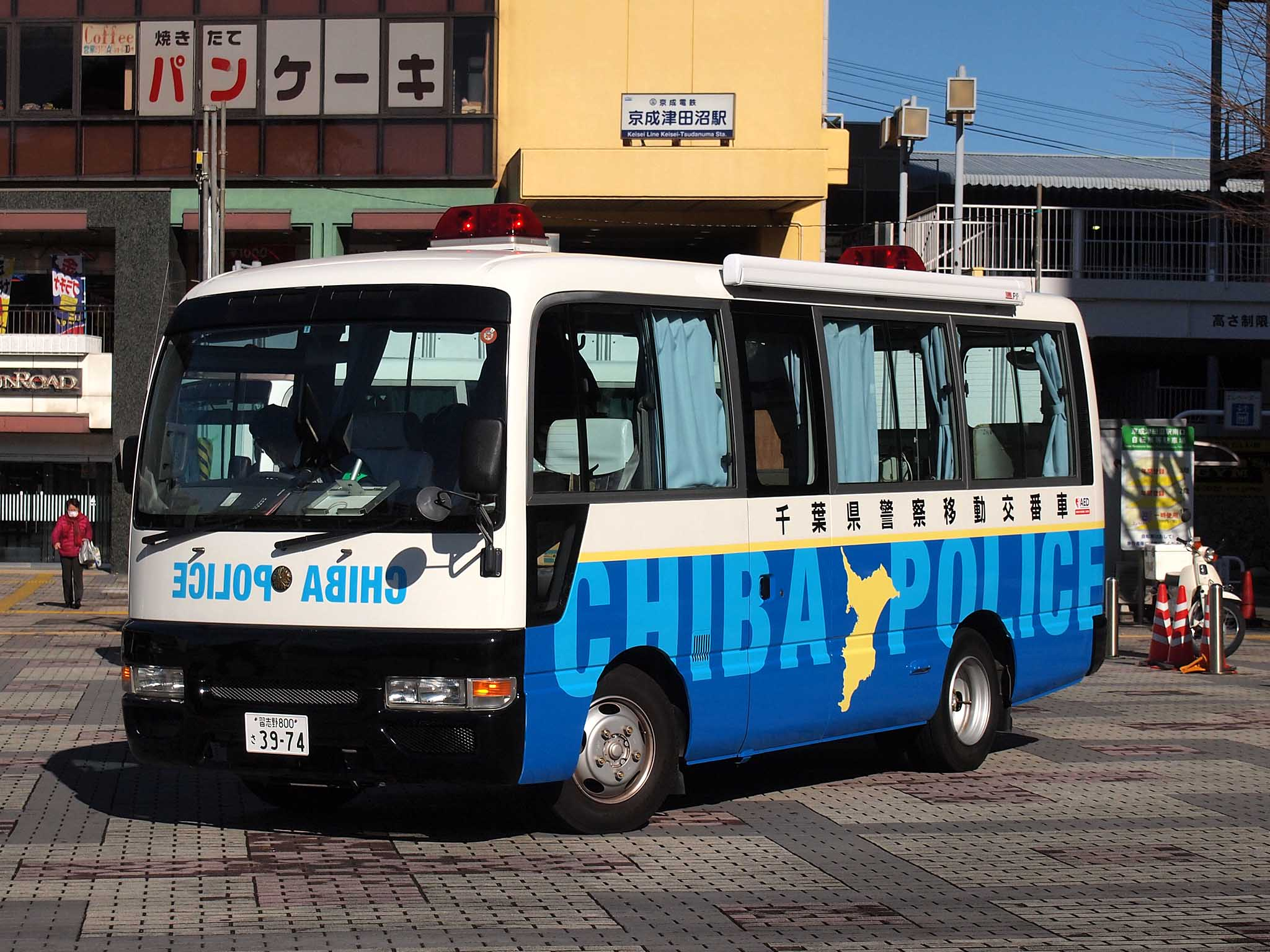
移動交番車（マイクロバスタイプ）

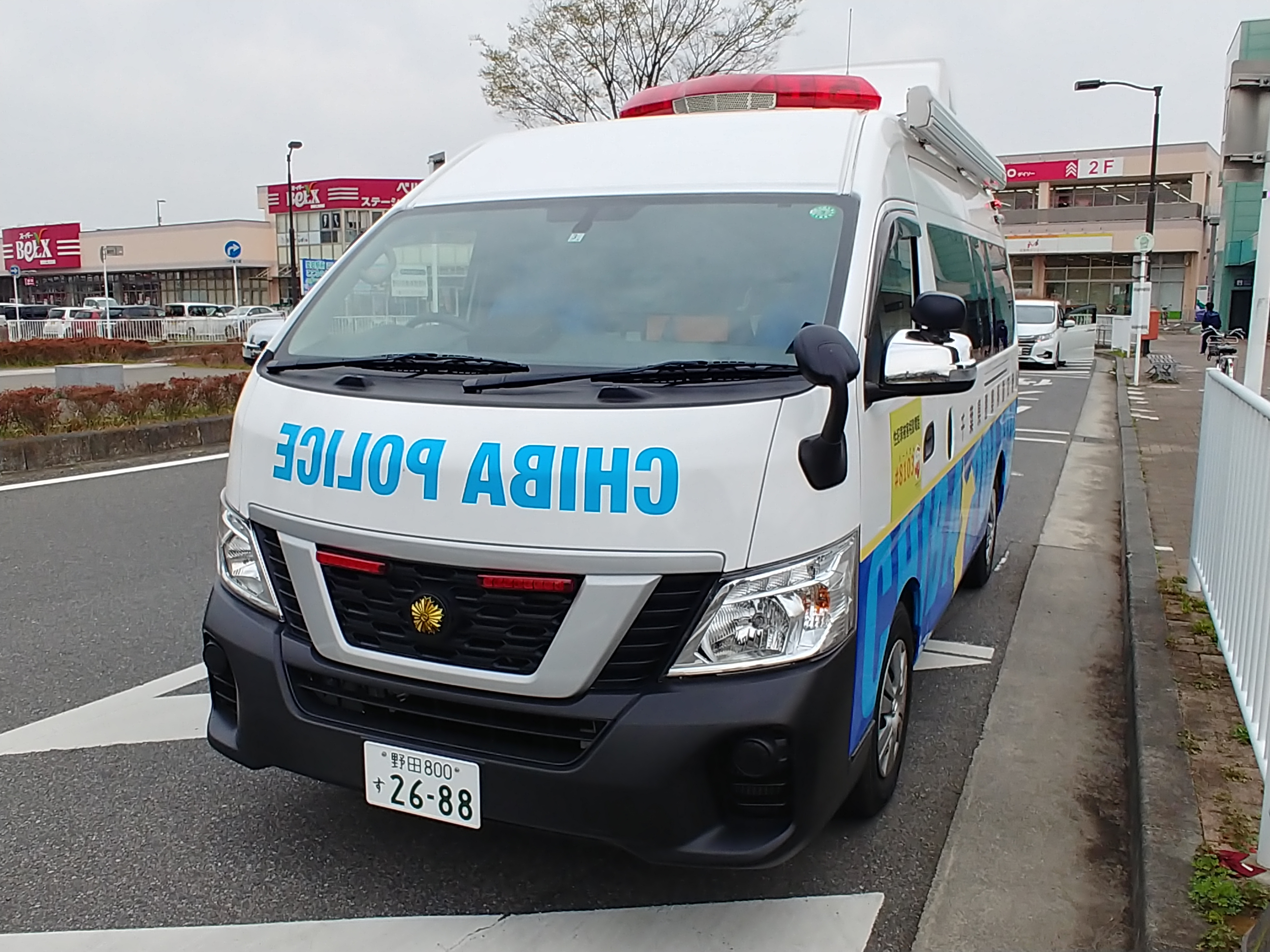
移動交番車（ワゴンタイプ）

- マイクロバスタイプ11台（2013年現在）
- 成田国際空港警察署を除く全38署に配備。
- 複数台運用署のうち、佐倉警察署では1台を八街幹部交番に配備している。

## 近年の主な重大事件

### 解決事件
| 開設警察署                       | 事件発生年月日    | 所在地         | 事件名称                                                                     | 捜査本部設置年月日 | 備考 |
| -------------------------------- | ----------------- | -------------- | ---------------------------------------------------------------------------- | ------------------ | --- |
| 市原警察署                       | 1991年5月1日      | 市原市         | 市原市塗装会社社長誘拐事件（千葉・福島・岩手誘拐殺人事件）                   |                    | 警察庁広域重要指定118号事件                                                                                          |
| 葛南警察署（現・行徳警察署管内） | 1992年3月5日      | 市川市幸       | 市川一家4人殺害事件                                                          |                    | 少年犯罪では永山則夫以来の死刑判決確定（少年死刑囚）                                                                 |
| 浦安警察署                       | 1994年8月         | 浦安市         | 不動産業者殺人事件（浦安・横浜連続殺人事件）                                 |                    | 警察庁広域重要指定第123号事件                                                                                        |
| 流山警察署                       | 1997年5月18日     | 流山市鰭ヶ崎   | 流山市鰭ヶ崎における女性殺人事件                                             | 1997年5月19日      | 2012年1月18日、別事件で服役中の犯人を逮捕（#不祥事も参照）                                                           |
| 松戸東警察署                     | 2002年8月5日      | 松戸市常盤平   | マブチモーター社長宅殺人放火事件                                             | 2002年8月5日       | 2005年10月21日逮捕。警察庁広域重要指定第124号事件                                                                    |
| 館山警察署                       | 2003年12月18日    | 館山市八幡     | 館山市一家4人放火殺人事件                                                    | 2003年12月19日     | 2003年12月19日逮捕（一家4人殺害容疑での逮捕は翌2004年1月8日）                                                        |
| 東金警察署                       | 2008年9月21日     | 東金市東上宿   | 東金市女児殺害事件                                                           | 2008年9月21日      | 2008年12月6日逮捕 被疑者弁護団が重要証拠の指紋が一致しないと無罪を主張                                               |
| 船橋東警察署                     | 2009年1月29日夕方 | 船橋市咲が丘   | 船橋市咲が丘における男性殺人事件                                             | 2009年1月31日      | 2009年3月11日逮捕（別件にて2009年3月1日逮捕済）                                                                      |
| 千葉北警察署                     | 2009年7月18日     | 千葉市花見川区 | 千葉市花見川団地における女性殺人及び監禁事件                                 | 2009年7月20日      | 逃亡先の沖縄において2009年7月23日逮捕                                                                                |
| 行徳警察署                       | 2007年3月26日     | 市川市福栄     | 市川市福栄における女性殺人・死体遺棄事件（リンゼイ・アン・ホーカー殺害事件） | 2007年3月27日      | 捜査特別報奨金制度対象事件 大阪市内のフェリー乗り場で2009年11月10日逮捕                                              |
| 松戸警察署                       | 2009年10月22日    | 松戸市松戸     | 松戸市松戸における女性殺人並びに放火事件（松戸女子大生殺害放火事件）         | 2009年10月22日     | 窃盗、窃盗未遂容疑2010年1月27日逮捕、同年2月18日強盗殺人などの容疑で再逮捕（強盗強姦未遂容疑で2009年11月17日逮捕済） |

### 未解決事件
| 開設警察署     | 事件発生年月日                    | 所在地                           | 事件名称                                                                   | 捜査本部設置年月日 | 備考                                                                                |
| -------------- | --------------------------------- | -------------------------------- | -------------------------------------------------------------------------- | ------------------ | ----------------------------------------------------------------------------------- |
| 千葉中央警察署 | 1992年9月3日                      | 千葉市中央区                     | 千葉市中央区弁天町における中国人男性殺人事件                               | 1992年9月3日       |                                                                                     |
| 〃             | 1998年10月15日                    | 〃                               | 千葉市中央区都町における強盗殺人並びに放火事件                             | 1998年10月15日     |                                                                                     |
| 〃             | 2008年7月11日                     | 〃                               | 千葉市中央区中央港における死体遺棄事件                                     | 2008年7月11日      | 同年9月3日、被害者の身元が判明                                                      |
| 千葉東警察署   | 1991年10月27日                    | 千葉市若葉区                     | 千葉市多部田町における女子中学生誘拐事件                                   | 1991年11月6日      | 殺人で捜査中                                                                        |
| 〃             | 1993年11月2日                     | 〃                               | 若葉区中田町における外国人女性殺人並びに放火事件                           | 1993年11月4日      |                                                                                     |
| 〃             | 1997年2月8日                      | 〃                               | 千葉市若葉区みつわ台における強盗殺人事件（千葉市都立高校教諭強盗殺人事件） | 1997年2月8日       | 捜査特別報奨金制度対象事件                                                          |
| 千葉西警察署   | 1995年9月2日昼から3日午後の間     | 千葉市美浜区                     | 千葉市美浜区高浜子供ルームにおける殺人事件                                 | 1995年9月4日       |                                                                                     |
| 千葉北警察署   | 2003年8月6日                      | 千葉市花見川区                   | 千葉市花見川団地における男性殺人事件                                       | 2003年8月6日       |                                                                                     |
| 〃             | 2003年9月14日                     | 千葉市稲毛区                     | 千葉市稲毛区山王町地先における女性殺人事件                                 | 1997年9月14日      |                                                                                     |
| 船橋警察署     | 1994年5月14日                     | 船橋市南本町                     | 船橋市南本町における殺人事件                                               | 1994年5月15日      |                                                                                     |
| 〃             | 1995年8月27日                     | 船橋市本町                       | 船橋市本町1丁目景品買取所における強盗殺人並びに放火事件                    | 1995年8月27日      |                                                                                     |
| 〃             | 2002年4月17日                     | 船橋市海神                       | 船橋市海神3丁目における殺人並びに死体遺棄等事件                            | 2002年6月19日      |                                                                                     |
| 船橋東警察署   | 1995年3月30日                     | 船橋市高根台                     | 船橋市高根台における主婦殺人事件                                           | 1995年3月30日      |                                                                                     |
| 〃             | 1999年7月25日から29日の間         | 船橋市前原西                     | 船橋市前原西2丁目ホテルにおける女性殺人事件                                | 1999年7月30日      |                                                                                     |
| 市川警察署     | 1992年2月25日                     | 市川市大野町                     | 市川市大野町地先における殺人・死体遺棄事件                                 | 1992年2月25日      | 被害者は外国人男性                                                                  |
| 〃             | 1997年5月26日                     | 市川市北方町                     | 市川市北方町地先造成地内における男性殺人事件                               | 1997年5月26日      |                                                                                     |
| 習志野警察署   | 1999年7月7日頃から8日午前の間     | 習志野市花咲                     | 習志野市花咲におけるアパート経営者殺人事件                                 | 1999年7月9日       |                                                                                     |
| 〃             | 2013年6月23日昼頃から翌24日朝まで | 習志野市茜浜                     | 習志野市茜浜1丁目先における女性殺人事件                                    | 2013年6月24日      | 現場は県道15号と船橋市が管理する高瀬緑地公園の間の緑道（習志野市茜浜1丁目1番2号先） |
| 浦安警察署     | 1998年7月6日未明                  | 浦安市富士見                     | 浦安市富士見4丁目におけるけん銃使用による殺人事件                          | 1998年7月6日       | 被害者は外国人男性                                                                  |
| 柏警察署       | 1993年10月23日                    | 柏市弁天下                       | 柏市弁天下における個人タクシー運転手殺人・死体遺棄事件                     | 1993年10月23日     |                                                                                     |
| 松戸警察署     | 1998年6月下旬頃                   | 神奈川県川崎市川崎区東扇島地先海 | 松戸市松飛台における中国人密航者殺人・死体遺棄事件                         | 1998年12月8日      |                                                                                     |
| 松戸東警察署   | 2002年3月8日朝から宵の間          | 松戸市五香南                     | 松戸市五香南3丁目における女性殺人事件                                      | 2002年3月9日       |                                                                                     |
| 佐倉警察署     | 1998年8月16日昼                   | 佐倉市栄町                       | 佐倉市栄町におけるパチンコ景品買取所従業員強盗殺人事件                     | 1997年8月16日      |                                                                                     |
| 〃             | 2004年1月14日中夜から16日深夜の間 | 酒々井町東酒々井                 | 酒々井町東酒々井における鮮魚店店主殺人事件                                 | 2004年1月16日      |                                                                                     |
| 銚子警察署     | 1997年9月17日                     | 銚子市内利根川河口               | 銚子市利根川河口における殺人並びに死体遺棄事件                             | 1997年9月17日      |                                                                                     |
| 〃             | 2002年5月11日深夜                 | 銚子市長塚町                     | 銚子市長塚町における殺人事件                                               | 2002年5月11日      |                                                                                     |
| 山武警察署     | 1995年3月5日                      | 山武郡横芝光町中台               | 横芝町におけるけん銃使用による殺人並びに死体遺棄事件                       | 1995年3月6日       |                                                                                     |
| 匝瑳警察署     | 1995年12月27日深夜から28日朝の間  | 山武郡横芝光町小田部             | 光町小田部における夫婦殺人並びに放火事件                                   | 1995年12月29日     |                                                                                     |
| 〃             | 1997年8月31日                     | 山武郡横芝光町宮川               | 匝瑳郡光町宮川地先所在用水池における殺人容疑並びに死体遺棄事件             | 1997年9月1日       |                                                                                     |
| 市原警察署     | 2001年7月3日                      | 市原市犬成                       | 市原市犬成地先における殺人並びに死体遺棄事件                               | 2001年7月3日       |                                                                                     |
| 〃             | 2002年4月8日                      | 市原市五井                       | 市原市五井地先におけるけん銃使用による殺人事件                             | 2002年4月8日       |                                                                                     |
| 〃             | 2008年1月3日早朝                  | 市原市姉崎                       | 市原市姉崎における強盗殺人事件                                             | 2008年1月3日       | 被害者はアパート経営者                                                              |
| 〃             | 2008年1月15日夕方                 | 〃                               | 市原市姉崎における男性殺人事件                                             | 2008年1月18日      | 捜査特別報奨金制度対象事件、不動産業事務所内で殺害                                  |
| 東金警察署     | 2008年8月12日                     | 東金市台方                       | 東金市台方における男性殺人事件                                             | 2008年8月12日      | 千葉県立東金病院駐車場において殺害                                                  |
| 茂原警察署     | 1999年8月1日から2日ころの間       | 茂原市町保                       | 茂原市町保における宮司殺人事件                                             | 1999年8月2日       | 金刀比羅神社宮司                                                                    |
| 君津警察署     | 1994年9月9日                      | 君津市黄和田畑字郷田             | 君津市黄和田畑における女性殺人容疑並びに死体遺棄事件                       | 1994年9月10日      |                                                                                     |

## シンボル

### シンボルマスコット
- シーポック (C-POC) 
  - 外見は、イルカをモデルに擬人化したもの。体は千葉の[要出典]海をイメージした青色、足は千葉の[要出典]菜の花をイメージした黄色。左胸に赤色のCPのロゴ[14]。

### シンボルマーク
- CPマーク
  - CPマークは、千葉県警察「Chiba Police」の頭文字「C」と「P」を図案化したもの。色は、赤色である。またCPは「Citizen」「Police」（市民と警察）を合わせたもので、県民とともにある千葉県警察を意味する[2]。シーポックの名もこれに由来[14]。

### 機動隊部隊マーク
- 第一機動隊、第二機動隊、第三機動隊
  - 黄色の千葉県章中央に各隊ごと1～3
- 関東管区機動隊（赤ダイヤ）
  - 丸に二つ引き紋の中央に赤ダイヤ

## 不祥事
- 2012年1月18日[11] - 流山女性殺害事件（発生：1997年5月18日）[12]の真犯人が強盗殺人容疑で逮捕されたが、県警（捜査一課および流山署）は事件直後に被害者の遺族3人を殺人容疑で誤認逮捕した（後に不起訴処分）ことを認め、3人に謝罪した[11]。
- 2012年5月 - 成田警察署の男性警部補（31歳）が職務中に知った女性の電話番号を私用の携帯電話に登録し、偽名を使って12人に電話を掛け、妻子がいるにもかかわらず、1人には結婚を持ち掛けていた。また　男性警部補は「警察官僚だ」と偽り、6人からメールアドレスを聞き出していた。そのうち2人とは、実際に会っていた。県警は10日、県個人情報保護条例違反(盗用)の疑いで男性警部補を書類送検し、停職1ヵ月の懲戒処分とした。男性警部補は同日付で依願退職[15]。
- 2012年9月 - 千葉県警察学校の卒業記念旅行で初任科生の女性巡査（20代）をホテルの洗面所内に連れ込み、女性巡査の体を触るなどのセクハラ行為をしたとして当時同校学生課係長だった同校庶務課係長の男性警部補（47歳）を県警は2013年3月8日、停職3ヵ月の懲戒処分にした。被害者の女性巡査は男性警部補が受け持っていたクラスの生徒であった。男性警部補は同日付で依願退職[16]。
- 2015年4月 - 県警元警視（2011年退職）の男性病院職員（64歳）が東金市のJR東金駅ホームで県内の高校の女子生徒（15歳）に向かってズボンのチャックを下ろし下半身を露出。駆け付けた警察官に公然わいせつの疑いで逮捕される[17]。
- 2017年7月18日 - 君津警察署生活安全課長の男性警部（45歳）が木更津市内のディスカウントストアで、30代の女性の後ろ姿を無断で私用のスマートフォンで撮影。県警は8月10日、男性警部を県迷惑防止条例違反の疑いで千葉地方検察庁木更津支部に書類送検し、減給10分の1（6ヵ月）の懲戒処分とした。男性警部は同日付で依願退職[18]。
- 2017年8月11日 - 午前6時ごろ市川市内で発生した窃盗事件の民家に臨場した市川警察署地域課の男性巡査部長（42歳）が事件の証拠品をコンビニのごみ箱に捨てた、として県警は10月19日、男性巡査部長を証拠隠滅の疑いで千葉地方検察庁に書類送検し、減給1ヵ月の懲戒処分とした。男性巡査部長は同日付で依願退職[19]。
- 2018年11月 - 行徳警察署地域課の男性警部補（39歳）、男性巡査部長（41歳）、男性巡査長（34歳）が自転車の占有離脱物横領事件に関与した40代の男を摘発。身柄引受人を探す中で男が持っていたスマートフォンが別人の所有物と分かったが、男性警部補が「拾った場所に戻しておけよ」と伝え、遺失物横領事件として適切な処理をしなかった。県警は2020年4月6日、男性警部補を減給100分の10（3カ月）の懲戒処分とし、黙認した男性巡査部長（本部長注意）と男性巡査長（所属長注意）を含む3人について犯人隠避と証拠隠滅の疑いで書類送検した[20]。
- 2018年12月 - 船橋警察署が傷害の現行犯で少年2人（16歳、17歳）を逮捕したが誤認逮捕であったことが防犯カメラの映像から判明。即日釈放した[21]。
- 2019年4月 - 8日と9日の2回にわたり、千葉県市川市内の県警の男性独身寮で市川警察署地域課の男性巡査長（27歳）が同僚の警察官（20代）の財布から現金4万3,000円を盗んだとして、県警は5月30日、住居侵入と窃盗の疑いで男性巡査長を書類送検し停職3ヵ月の懲戒処分とした。男性巡査長は同日付で依願退職。男性巡査長は当該寮には住んでいなかった、被害に遭った警察官の部屋に何度か泊まりに来たことがあった[22]。
- 2019年4月13日 - 自傷他害の恐れがあるとして流山警察署に保護されている男性（60代）が「家に帰るからタクシーを呼べ」と話すと、留置管理課長の男性警部（56歳）が「靴や服を売って金にしてあげるよ」と挑発し、当直していた他の複数署員の制止を振り切って、男性の服を脱がせて全裸にしたとしている。後日、同署幹部が男性に謝罪。8月23日、県警は男性警部を停職6ヵ月、監督責任があったとして同署長の男性警視（59歳）を本部長注意の懲戒処分とした。男性警部は同日付で依願退職[23]。
- 2020年1月24日 - 県警空港警備隊の男性巡査長（26歳）が、成田国際空港第3旅客ターミナル3階にある従業員用の男子トイレの個室に入り、ベルトに装着した実弾5発入りの拳銃と手錠、警棒を床に置き忘れたまま立ち去った。約5分後に男子トイレを利用した航空会社の男性職員が置き忘れに気付き、同隊に通報。回収され紛失物はなかった[24]。
- 2020年7月18日 - 県警空港警備隊員の男性警部補（38歳）が、柏市柏の市道で酒気帯び状態で乗用車を運転し、民家の塀に衝突。その後立ち去ったが110番通報され捜査により男性警部補の酒気帯び運転が発覚。県警は道路交通法違反（酒気帯び運転）容疑で男性警部補を逮捕した[25]。8月7日、男性警部補は起訴され、県警は懲戒免職処分とした[26]。
- 2020年9月8日 - 空港警備隊の男性巡査（23歳）が、知人女性（23歳）のアパート3階の部屋に侵入、仕事から帰宅した女性と鉢合わせした。女性が110番通報し、柏警察署が住居侵入容疑で男性巡査を逮捕した。男性巡査は調べに対し、「間違いありません」と容疑を認めている[27][28]。
- 2022年5月30日 - 行徳警察署刑事課の男性巡査部長（31歳）が、帰宅途中に、制限速度の40キロを大幅に超えて自家用車を運転し、道路を横断中の女性をはねて死亡させ、逮捕された。同巡査部長は6月1日、自動車運転処罰法違反（過失運転致死）容疑で送検されるも、その後処分保留となり釈放された。県警は12月23日、停職3カ月の懲戒処分とし、巡査部長は同日依願退職した。[29]
- 2022年6月24日 - 茂原警察署の男性巡査（31歳）が、妻が出産のため実家に帰省していたにもかかわらず、虚偽の申告をして「駐在所等家族報償金」計94万8千円を不正に受給したとして、県警が詐欺容疑で書類送検した。巡査は停職6カ月の懲戒処分を受け、依願退職した。巡査は「借金返済にあてていた」と容疑を認め、全額返還済みという[30]。
- 2022年11月20日 - 千葉北警察署地域課自動車警ら係の男性巡査（53歳）が、自宅でビール5リットルを飲んだ後、酒などを購入するために自家用車を運転して近くのスーパーに行った帰りに別の車に衝突する事故を起こし、現行犯逮捕された。同巡査には罰金50万円の略式命令が出て納付した。県警は12月23日、同巡査を懲戒免職処分とした。[29]